# Operation Archery
Operation Archery (på norsk Måløyraidet), blev planlagt, ledet og gennemført af den britiske militærenhed SOE. Kun få nordmænd deltog.
Aktionen blev udført i Norge 26.– 28. december 1941. Parallelt med aktionen (raidet) på Vestlandet blev Operation Anklet udført mod Reine og Moskenes i Lofoten. Operation Anklet i Lofoten var en afledningsmanøvre for den større Archery-operation mod mål i Måløy og på Vågsøy. Disse to aktioner var de første større, kombinerede angreb, efter at Norwegian Independent Company No. 1, (kendt som Kompani Linge) var blevet formelt organiseret.
I Operation Archery deltog en styrke på 576 mand, af dem 51 officerer. Blandt disse var Martin Linge og 15 andre fra Kompani Linge. Fabrikker, lagerbygninger samt de tyske forlægninger i målområdet blev påført skader og otte skibe blev sænket. Angrebet var militært set vellykket, men den norske officer Linge faldt.

## Ekstern henvisning
- Wikimedia Commons har flere filer relateret til Operation Archery

61°55′40″N 5°07′00″Ø / 61.9278°N 5.1167°Ø